# Agrias pupillata
Agrias pupillata är en fjärilsart som beskrevs av Peter William Michael 1928. Agrias pupillata ingår i släktet Agrias och familjen praktfjärilar. Inga underarter finns listade i Catalogue of Life.